# Ramon Marquet i de Rubí
Ramon Marquet (Barcelona, 1235 - 1302) fou un mercader, armador i militar català. Vicealmirall de Catalunya. Amb Roger de Llúria i Berenguer Mallol, aconseguí el domini marítim de la Mediterrània.

## Croada de Jaume I
Ramon Marquet dugué el 1269 en la seva nau al rei Jaume I el Conqueridor en la seva Croada a Terra Santa, que tanmateix va haver de ser abandonada en ésser dispersat l'estol per un temporal, i la malmesa galera reial va haver de refugiar-se a Aigües Mortes, prop de Montpeller, on el rei va desembarcar i va tornar per terra a Catalunya.

## L'expedició a Tunis i les Vespres Sicilianes
El 1282 s'encarregà de preparar la flota per a l'expedició a Tunis i Sicília de Pere el Gran, i fou, a més, el cap de tota la marineria. Aquell mateix any anà a cercar la reina Constança de Sicília i l'infant Jaume, i els portà a Sicília des de Catalunya. Amb un petit estol de 14 galeres socorregué Messina, el 1284.

## Croada contra la Corona d'Aragó
El 1285 juntament amb Berenguer Mallol, preparà un petit estol d'onze galeres, amb el comandament conjunt com a almiralls, per defensar la costa de Catalunya, contra l'estol del rei Felip III de França, que havia emprès una Croada contra la Corona d'Aragó, aconseguint una gran victòria a la batalla naval de Sant Feliu de Guíxols, capturant-ne a l'almirall Berenguer III de Guillem. Un cop reunits amb la flota de l'almirall Roger de Llúria, que havia tornat de Sicília, destruïren l'estol francès a Roses en la batalla naval de les Formigues.

## Expedició a Mallorca
El mateix 1285 prengué part també en l'expedició de l'infant Alfons contra Jaume II de Mallorca, que acabà amb la confiscació del regne pel seu suport als croats en la Croada contra la Corona d'Aragó.

## Conquesta de Menorca
El 1286 comandà de nou amb Berenguer Mallol l'estol amb què Alfons el Franc conquerí Menorca, fins aleshores sota domini sarraí.

## Contra els benimerins
El 1293 comandà, amb Guillem Escrivà, les galeres que patrullaren a l'estret de Gibraltar contra els benimerins.

## Aliances matrimonials
Ramon Marquet va casar la seva filla, Maria, amb Guillem Pere d'Usall, d'una família originària de Banyoles que a finals del segle xiii ja comptava amb naus, molins, taules de canvi i obradors, a més d'estretes relacions amb els Templers i participació en el govern municipal. A causa d'aquestes relacions, el fill de Ramon, Bernat Marquet, va anar amb el seu fill Bernadó a Egipte a col·laborar amb l'ambaixada d'Eimeric d'Usall (1304).